# Tennis Masters Cup 2006
Der Tennis Masters Cup 2006 fand vom 13. bis 19. November in Shanghai statt. Es war die insgesamt 37. Auflage des Wettbewerbes. Der Tennis Masters Cup ist neben den Grand-Slam-Turnieren der wichtigste Wettbewerb im Herrenprofitennis und zugleich das letzte große Turnier im Tennisjahr.
Roger Federer gewann dieses Turnier im Einzel zum dritten Mal, im Doppel gewannen Jonas Björkman und Maks Mirny. Mirny gewann den Titel zum ersten Mal, für Björkman war es bereits der zweite Doppeltitel beim Tennis Masters Cup.

## Einzel

### Qualifizierte Spieler
| Setzliste | Rang | Spieler           |
| --------- | ---- | ----------------- |
| 1         | 1    | Roger Federer     |
| 2         | 2    | Rafael Nadal      |
| 3         | 3    | Nikolai Dawydenko |
| 4         | 4    | Ivan Ljubičić     |
| 5         | 5    | Andy Roddick      |
| 6         | 6    | Tommy Robredo     |
| 7         | 7    | David Nalbandian  |
| 8         | 8    | James Blake       |

### Rote Gruppe

#### Ergebnisse
| Sieger           | Gegner           | Ergebnis      |
| ---------------- | ---------------- | ------------- |
| Roger Federer    | David Nalbandian | 6:4, 6:7, 6:1 |
| Andy Roddick     | Ivan Ljubičić    | 3:6, 7:6, 7:5 |
| Roger Federer    | Andy Roddick     | 4:6, 7:6, 6:4 |
| Ivan Ljubičić    | David Nalbandian | 5:7, 7:6, 7:5 |
| David Nalbandian | Andy Roddick     | 6:2, 7:6      |
| Roger Federer    | Ivan Ljubičić    | 7:6, 6:4      |

#### Tabelle
| Pos. | Setzliste | Spieler          | Sätze | Punkte |
| ---- | --------- | ---------------- | ----- | ------ |
| 1    | 1         | Roger Federer    | 6:2   | 3:0    |
| 2    | 7         | David Nalbandian | 4:4   | 1:2    |
| 3    | 5         | Andy Roddick     | 3:5   | 1:2    |
| 4    | 4         | Ivan Ljubičić    | 3:5   | 1:2    |

### Goldene Gruppe

#### Ergebnisse
| Sieger            | Gegner            | Ergebnis      |
| ----------------- | ----------------- | ------------- |
| James Blake       | Rafael Nadal      | 6:4, 7:6      |
| Nikolai Dawydenko | Tommy Robredo     | 7:6, 3:6, 6:1 |
| James Blake       | Nikolai Dawydenko | 2:6, 6:4, 7:5 |
| Rafael Nadal      | Tommy Robredo     | 7:6, 6:2      |
| Rafael Nadal      | Nikolai Dawydenko | 5:7, 6:4, 6:4 |
| Tommy Robredo     | James Blake       | 6:2, 3:6, 7:5 |

#### Tabelle
| Pos. | Setzliste | Spieler           | Sätze | Punkte |
| ---- | --------- | ----------------- | ----- | ------ |
| 1    | 8         | James Blake       | 5:3   | 2:1    |
| 2    | 2         | Rafael Nadal      | 4:3   | 2:1    |
| 3    | 3         | Nikolai Dawydenko | 4:5   | 1:2    |
| 4    | 6         | Tommy Robredo     | 3:5   | 1:2    |

### Halbfinale
| Sieger        | Gegner           | Ergebnis |
| ------------- | ---------------- | -------- |
| Roger Federer | Rafael Nadal     | 6:4, 7:5 |
| James Blake   | David Nalbandian | 6:4, 6:1 |

### Finale
| Sieger        | Gegner      | Ergebnis      |
| ------------- | ----------- | ------------- |
| Roger Federer | James Blake | 6:0, 6:3, 6:4 |

## Doppel

### Qualifizierte Doppel
| Setzliste | Rang | Spieler                              |
| --------- | ---- | ------------------------------------ |
| 1         | 1    | Bob Bryan Mike Bryan                 |
| 2         | 2    | Jonas Björkman Maks Mirny            |
| 3         | 3    | Mark Knowles Daniel Nestor           |
| 4         | 4    | Paul Hanley Kevin Ullyett            |
| 5         | 5    | Fabrice Santoro Nenad Zimonjić       |
| 6         | 6    | Martin Damm Leander Paes             |
| 7         | 7    | Jonathan Erlich Andy Ram             |
| 8         | 8    | Mariusz Fyrstenberg Marcin Matkowski |

### Rote Gruppe

#### Ergebnisse
| Sieger                    | Gegner                   | Ergebnis      |
| ------------------------- | ------------------------ | ------------- |
| Jonathan Erlich Andy Ram  | Bob Bryan Mike Bryan     | 7:6, 2:6, 6:1 |
| Paul Hanley Kevin Ullyett | Martin Damm Leander Paes | 7:6, 4:6, 6:3 |
| Paul Hanley Kevin Ullyett | Jonathan Erlich Andy Ram | 6:4, 6:4      |
| Bob Bryan Mike Bryan      | Martin Damm Leander Paes | 6:2, 6:7, 7:6 |
| Martin Damm Leander Paes  | Jonathan Erlich Andy Ram | 6:4, 7:6      |
| Paul Hanley Kevin Ullyett | Bob Bryan Mike Bryan     | 3:6, 7:6, 6:4 |

#### Tabelle
| Pos. | Setzliste | Spieler                   | Sätze | Punkte |
| ---- | --------- | ------------------------- | ----- | ------ |
| 1    | 4         | Paul Hanley Kevin Ullyett | 6:2   | 3:0    |
| 2    | 6         | Martin Damm Leander Paes  | 4:4   | 1:2    |
| 3    | 7         | Jonathan Erlich Andy Ram  | 2:5   | 1:2    |
| 4    | 1         | Bob Bryan Mike Bryan      | 4:5   | 1:2    |

### Goldene Gruppe

#### Ergebnisse
| Sieger                         | Gegner                               | Ergebnis      |
| ------------------------------ | ------------------------------------ | ------------- |
| Jonas Björkman Maks Mirny      | Mariusz Fyrstenberg Marcin Matkowski | 6:3, 6:4      |
| Mark Knowles Daniel Nestor     | Fabrice Santoro Nenad Zimonjić       | 6:3, 6:2      |
| Fabrice Santoro Nenad Zimonjić | Mariusz Fyrstenberg Marcin Matkowski | 6:3, 6:7, 6:3 |
| Jonas Björkman Maks Mirny      | Mark Knowles Daniel Nestor           | 4:6, 6:4, 7:6 |
| Mark Knowles Daniel Nestor     | Mariusz Fyrstenberg Marcin Matkowski | 6:3, 6:3      |
| Jonas Björkman Maks Mirny      | Fabrice Santoro Nenad Zimonjić       | 6:3, 7:6      |

#### Tabelle
| Pos. | Setzliste | Spieler                              | Sätze | Punkte |
| ---- | --------- | ------------------------------------ | ----- | ------ |
| 1    | 2         | Jonas Björkman Maks Mirny            | 6:1   | 3:0    |
| 2    | 3         | Mark Knowles Daniel Nestor           | 5:2   | 2:1    |
| 3    | 5         | Fabrice Santoro Nenad Zimonjić       | 2:5   | 1:2    |
| 4    | 8         | Mariusz Fyrstenberg Marcin Matkowski | 1:6   | 0:3    |

### Halbfinale
| Sieger                     | Gegner                    | Ergebnis      |
| -------------------------- | ------------------------- | ------------- |
| Mark Knowles Daniel Nestor | Paul Hanley Kevin Ullyett | 4:6, 6:1, 6:3 |
| Jonas Björkman Maks Mirny  | Martin Damm Leander Paes  | 6:7, 7:6, 7:6 |

### Finale
| Sieger                    | Gegner                     | Ergebnis |
| ------------------------- | -------------------------- | -------- |
| Jonas Björkman Maks Mirny | Mark Knowles Daniel Nestor | 6:2, 6:4 |